# Muirchertach Nár mac Guairi Aidni
Muirchertach Nár mac Guairi (mort en 668)
est potentiellement un roi de Connacht issu des Uí Fiachrach une branche des Connachta. Il appartient au sept Uí Fiachrach Aidhne. Il est le fils de Guaire Aidni mac Colmáin (mort en 663), souverain célébré par les récits irlandais

## Contexte
La « Liste de Rois » contenue dans le Livre de Leinster ne mentionne pas Muirchertach comme roi et indique Cenn Fáelad mac Colggen (mort en 682) comme successeur de Guaire. Seul le Chronicon Scotorum parmi les annales irlandaises le désigne comme roi de Connacht lors de l'obit de sa mort. Plusieurs entrées dans les annales relèvent la mort de son frère Cellach en 666 pendant les années de l'épidémie de peste. Les Annales d'Innisfallen notent un événement survenu en 665 au cours duquel les Connachta livrent bataille au Hommes de Munster à Loch Fén (Loughfane, comté de Limerick) mais il n'est pas précisé l'issue de la rencontre ni qui combat les Connachta ou juste les Uí Fiachrach Aidhne.

## Sources
- (en) Francis John Byrne, Irish Kings and High-Kings, Londres, Batsford, 1973 (ISBN 0-7134-5882-8)
- (en) T.W Moody, F.X. Martin, F.J. Byrne A New History of Ireland IX Maps, Genealogies, Lists. A companion to Irish History part II . Oxford University Press réédition 2011  (ISBN 9780199593064) Kings of Connacht to 1224 p. 138.